# Dichlormid
Dichlormid ist ein von Stauffer Chemical entwickelter und 1972 eingeführter Herbizid-Safener. Heute wird er von AstraZeneca vertrieben.

## Gewinnung und Darstellung
Dichlormid kann durch Reaktion von Dichloracetylchlorid und Diallylamin gewonnen werden.

## Verwendung
Dichlormid verstärkt die Verträglichkeit von Thiocarbamat- und Chloracetamid-Herbiziden gegenüber der Anbaukultur durch Erhöhung der Glutathion-S-Transferase-Aktivität. Dadurch wird der Abbau des Herbizids zu Glutathion-Konjugaten beschleunigt.
Andere Forscher haben festgestellt, dass Dichlormid die Inhibierung der Lipid-Biosynthese durch EPTC rückgängig macht.
Es wird in Kombination mit dem Herbizid zur Unkrautbekämpfung vor allem in Mais eingesetzt.

## Zulassung
Da Acetochlor in der EU nicht zugelassen ist, wird auch Dichlormid hier nicht verwendet.